# Michele la Rosa
Michele la Rosa (ur. 27 kwietnia 1980 roku) – włoski kierowca wyścigowy.

## Kariera

### Auto GP World Series
La Rosa zadebiutował w wyścigach samochodowych dość późno, bo dopiero w wieku 31 lat. Serią, w której rozpoczął starty była Auto GP. W bolidzie zespołu Ombra Racing wystartował podczas rundy na torze Mugello Circuit. Sezon ten zakończył dopiero na 23, ostatniej pozycji w klasyfikacji.
W sezonie 2012 Włoch przeniósł się do zespołu Team MLR71, gdzie wystartował w 13 wyścigach. Najlepszą osiągniętą przez niego pozycją, była 9 lokata na torze Autódromo Internacional de Curitiba. Ostatecznie z dorobkiem 4 punktów uplasował się na 22 pozycji w klasyfikacji generalnej.
Na sezon 2013 Michele przedłużył kontrakt z włoską ekipą Team MLR71. Tym razem w ciągu 16 wyścigów uzbierał łącznie cztery punkty. Dały mu one dwudziestą pozycję w klasyfikacji generalnej.
W 2014 roku kontynuował starty z własną ekipą. Wystartował łącznie w szesnastu wyścigach, w ciągu których raz stanął na podium. Uzbierał łącznie 73 punktów. Dało mu to siódme miejsce w końcowej klasyfikacji kierowców.

### BOSS GP
W 2012 roku La Rosa zadebiutował w Formule BOSS GP. W pierwszym sezonie startów zdołał pięciokrotnie stanąć na podium. W wyniku tego zdobył 86 punktów i zakończył sezon na 5 pozycji.

## Statystyki
| Sezon | Seria                                         | Zespół            | Wyścigi | PP | Zwycięstwa | Podium | NO | Punkty | Pozycja |
| ----- | --------------------------------------------- | ----------------- | ------- | -- | ---------- | ------ | -- | ------ | ------- |
| 2011  | Auto GP                                       | Ombra Racing      | 2       | 0  | 0          | 0      | 0  | 0      | 23      |
| 2012  | Auto GP World Series                          | Team MLR71        | 13      | 0  | 0          | 0      | 0  | 4      | 22      |
| 2012  | BOSS GP - Formula                             | Team MLR71        | 8       | 0  | 0          | 0      | 5  | 86     | 5       |
| 2013  | Auto GP World Series                          | Team MLR71        | 16      | 0  | 0          | 0      | 0  | 4      | 20      |
| 2013  | BOSS GP - Formula                             |                   | 0       | 0  | 0          | 0      | 0  | 0      | NS      |
| 2014  | Auto GP World Series                          | MLR71 by Euronova | 16      | 0  | 0          | 0      | 1  | 73     | 7       |
| 2014  | Północnoeuropejski Puchar Formuły Renault 2.0 | Euronova Racing   | 4       | 0  | 0          | 0      | 0  | 5      | 38      |